# Gert Heinrich Wollheim
Gert Heinrich Wollheim (* 11. September 1894 in Loschwitz bei Dresden; † 22. April 1974 in New York) war ein vor den deutschen Nationalsozialisten emigrierter Maler des Expressionismus.

## Leben

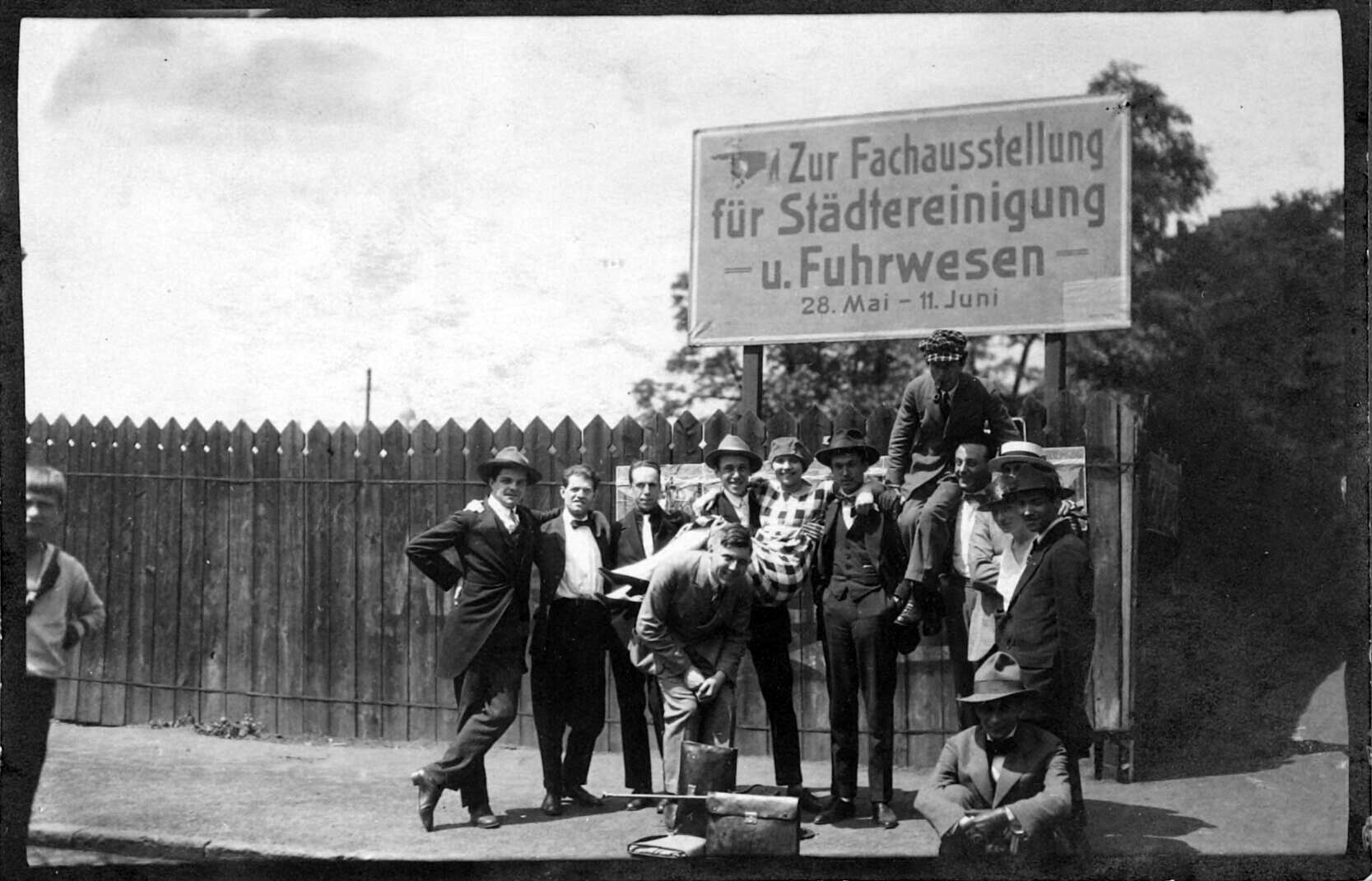
International Congress of Progressive Artists, Düsseldorf 1922

Gert Heinrich Wollheim wurde geboren als Sohn des Automatenfabrikanten Heinrich Wollheim (1855–1927) und seiner Frau Gertrud Wollheim (1867–1944). Sein älterer Bruder war der Chirurg Hasso Heinrich Wollheim.
Wollheim lebte 1919 in einer Künstlerkommune auf dem Lande. Zusammen mit Ulfert Lüken und Otto Pankok, den er auf der Kunsthochschule in Weimar kennengelernt hatte, wollte er in Remels (Ostfriesland) eine Künstlerkolonie gründen. Ende 1919 verließen Pankok und Wollheim Remels und gingen nach Düsseldorf, wo sie sich mit Adolf de Haer einem Kunstprojekt um die literarische Zeitschrift „Neues Rheinland“ anschlossen. Zu dieser Gruppierung gehörten auch Max Ernst und Otto Dix. 1920 wurde er Gründungsmitglied der Künstlervereinigung Das Junge Rheinland und Herausgeber und Mitarbeiter der Zeitschriften „Der Aktivistenbund“, „Das Ey“ (nach der Kunsthändlerin Johanna Ey) und „Das junge Rheinland“, außerdem Mitbegründer der Arbeitersiedlung „Freie Erde“ in Düsseldorf-Eller. 1921 heiratete er die Pianistin Leni Stein, der er eine „Brautmappe“ mit 12 Lithographien widmete. 1922 initiierte er zusammen mit Adolf Uzarski die „1. Internationale Kunstausstellung“ in Düsseldorf und den 1. Kongress der Union fortschrittlicher internationaler Künstler. 1924 entstand sein Ölgemälde Abschied von Düsseldorf. 1925 war Wollheim Mitglied der Novembergruppe in Berlin.
In der Zeit des Nationalsozialismus wurde er als „entarteter Künstler“ verfolgt. 1937 wurde im Rahmen der deutschlandweiten konzertierten Aktion „Entartete Kunst“ nachweislich aus der Berliner Nationalgalerie (Kronprinzen-Palais), den Kunstsammlungen der Stadt Düsseldorf, dem Wallraf-Richartz-Museum Köln und dem Kaiser-Wilhelm-Museum Krefeld zwanzig Bilder Wollheims beschlagnahmt, einige danach zerstört.
Wollheim war über Saarbrücken nach Paris und später in die Schweiz geflohen. Im Exil in Paris gehörte er 1937 zu den Gründern des Deutschen Künstlerbundes, ab 1938 „Freier Künstlerbund“ („Union des artistes libres“) genannt, dessen Schriftführer er war. In Paris war er auch Lebensgefährte der Tänzerin Tatjana Barbakoff. Wollheim gehörte zu den 18 bildenden Künstlern, die in der im Juni 1939 erstellten geheimen Materialsammlung des Reichssicherheitshauptamts Erfassung führender Männer der Systemzeit aufgeführt sind. 1939 wurde er verhaftet, durchlief mehrere französische Internierungslager und konnte 1942 aus dem Camp de Septfonds entkommen. Zusammen mit seiner Frau fand er Zuflucht bei einer Bäuerin in der Ortschaft Nay (Département Pyrénées-Atlantiques).
Wollheim gelang 1947 mit Hilfe des International Rescue Committee die Ausreise nach New York; Affidavitgeber war Leonhard Frank. Wollheim heiratete dort die Schriftstellerin Mona (Minna) Eisemann, geborene Loeb, aus Bingen (1908–1997). Ihr Trauzeuge war Leonhard Frank.

## Werke

### 1937 als „entartet“ beschlagnahmte Werke
(Das Kürzel WV bezieht sich auf das Werkverzeichnis Euler-Schmidt/Remmert)
- Nachtlandschaft (Öl auf Leinwand, 100 × 130 cm, 1920–1930)
- Krankes Kind (Öl auf Holz, 50 × 70 cm, 1924; zerstört)[5]
- Frau mit drei Kindern (Öl auf Leinwand, 90 × 105 cm, 1923; zerstört)
- Die Schwebende (Tafelbild, 1924)
- Bildnis Gottschalk (Öl auf Leinwand, 90 × 100 cm, 1925)
- Bildnis Günter Wollheim (Tafelbild, 75 × 50 cm, 1924; zerstört)[6]
- Rheinufer mit Dampfer und Brücke (Öl auf Leinwand, 95 × 75 cm; um 1925)
- Feuchtwarmes Felsensanssouci (Tafelbild, 1925)
- Exotische Landschaft (Tafelbild, 1931, 100 × 100 cm; zerstört)[7]
- Selbstbildnis (Holzschnitt, 44,9 × 31,5 cm, 1919; WV 37/22; zerstört)[8]
- Stehender weiblicher Akt (Holzschnitt, 1919; WV 44; zerstört)
- Bildnis Lüken (Holzschnitt, 1919; WV 47; zerstört)
- Der zufällige Tod des Bärenführers (Holzschnitt, 19,6 × 14,8 cm, 1920; WV 65; zerstört)
- Menschenkopf auf einem Teller mit Citrone im Mund (Aquarell und Tusche, 31,3 × 24 cm, 1920; zerstört)
- Wasserpflanze (Aquarell, 40,5 × 25 cm, 1921)
- Rauchender Mann (Tusch-Zeichnung, 59 × 44 cm, 1919)
- Landschaft mit strahlender Sonne (Tusch-Zeichnung, 38 × 59 cm, 1919)[9]
- Bildnis eines Knaben (Tusch-Zeichnung, 59 × 44 cm, 1919)
- Frühlingsgedanken (Zeichnung, zerstört)
- Mädchenkopf (Zeichnung, zerstört)

### Weitere Werke in öffentlichen Sammlungen (unvollständig)

#### Tafelbilder
- Damenbildnis (1924, Öl auf Leinwand, 81 × 61 cm; Neue Nationalgalerie Berlin)
- Bildnis eines Mannes (1927, Öl auf Holz, 59 × 45 cm; Neue Nationalgalerie Berlin)
- Stillleben mit gebratenem Geflügel (1927, Öl auf Holz, 50,5 × 58 cm; Neue Nationalgalerie Berlin)
- Dr. Friedrich Maase (1960, Öl auf Holz, 121 × 90 cm; Museum Kunst der Verlorenen Generation, Salzburg)[10]

#### Zeichnungen und Druckgrafik
- Selbstbildnis (um 1915, Holzschnitt, 55 × 33,3 cm; Museum Kunst der Verlorenen Generation, Salzburg)[11]

- Der Schreihals (1927, Kohle und Kreide auf Zeichenkarton, 65,2 × 50 cm; Berlinische Galerie)[12]

- O.T / Dame in Reitstiefeln (1931, Pastell auf Ingres-Papier, 63,5 × 48 cm; Berlinische Galerie)[13]

- Selbstbildnis (Pastell auf braunem Papier, 47 × 32 cm; Berlinische Galerie)[14]
- Selbstbildnis 1931, (aquarellierte Zeichnung, 39 × 31 cm; Herzog Anton Ulrich-Museum Braunschweig)[15]

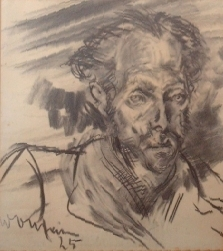
Pitt Kreuzberg, Kohlezeichnung von Gert Heinrich Wollheim (1925)

## Ausstellungen (unvollständig)
- 1920 Ausstellung Galerie Johanna Ey, Düsseldorf
- 1920 Große Düsseldorfer Kunstausstellung, 15. Mai bis 3. Oktober als Mitglied des Jungen Rheinland (mit 5 Werken vertreten)
- 1921 Das Junge Rheinland – Ausstellung vom 27. Februar bis 29. März 1921 in der Städt. Kunsthalle Düsseldorf (mit 23 Werken vertreten)
- 1922 Internationale Kunstausstellung Duesseldorf, 28. Mai – 3. Juli (mit 3 Werken vertreten)
- 1922 Große Berliner Kunstausstellung, Landesausstellungsgebäude am Lehrter Bahnhof, 20. Mai – 17. September als Mitglied des Jungen  Rheinland[16]
- 1925 Das Junge Rheinland Düsseldorf – Erste Wanderausstellung (mit 15 Werken vertreten)
- 1925 Bilderverzeichnis der Ausstellung des Jungen Rheinlands in der Berliner Secession vom 15. April bis 24. Mai, Berlin (mit 15 Werken vertreten)

Postum Einzelausstellungen
- 1993: Düsseldorf, Museum Kunstpalast
- 2000: Bonn,  August Macke Haus
- 2001: Düsseldorf, Galerie Remmert und Barth („Vom Feuerspeienden Berg zum Don Quichote“)
- 2024/1925: Jena Kunstsammlung Jena: ("Der Felsendichter vom feuerspeienden Berg")

## Schriften
- Bilder, in: Die Kunst für alle. Malerei, Plastik, Graphik, Architektur (1931), April/Heft 7, S. 212–218. Online

## Notizen
1. ↑  Die Zeitschrift erschien von November 1919, Heft 1, bis zum Mai 1920, Heft 12, in Mönchengladbach. Sie wurde nach dem Zweiten Weltkrieg von Hans Rudolf Hartung wiederbegründet.
2. ↑  Abschied von Düsseldorf, 1924 von Gert H. Wollheim (Memento des Originals vom 22. September 2016 im Internet Archive)  Info: Der Archivlink wurde automatisch eingesetzt und noch nicht geprüft. Bitte prüfe Original- und Archivlink gemäß Anleitung und entferne dann diesen Hinweis., im Museum Kunstpalast, Düsseldorf
3. ↑  Datenbank zum Beschlagnahmeinventar der Aktion "Entartete Kunst", Forschungsstelle "Entartete Kunst", FU Berlin
4. ↑  Geneviève Dreyfus-Armand: Artistes et intellectuels dans le camp de Septfonds (Tarn-et-Garonne) en 1939, in: Lina Iglesias et Béatrice Ménard (dir.): DES ESPACES DE L’HISTOIRE AUX ESPACES DE LA CRÉATION. Espagne, France, Amérique latine, Presses universitaires de Paris Nanterre, Nanterre 2020, p. 57–71 (Online auf OpenEdition Books)
5. ↑  Krankes Kind (fu-berlin.de)
6. ↑  Bildnis Günter Wollheim (fu-berlin.de)
7. ↑  Exotische Landschaft (fu-berlin.de)
8. ↑  Selbstbildnis (fu-berlin.de)
9. ↑  Landschaft mit strahlender Sonne (fu-berlin.de)
10. ↑  Wollheim, Gert Heinrich. In: Museum Kunst der Verlorenen Generation. Abgerufen am 4. Januar 2022 (österreichisches Deutsch).
11. ↑  Wollheim, Gert Heinrich. In: Museum Kunst der Verlorenen Generation. Abgerufen am 4. Januar 2022 (österreichisches Deutsch).
12. ↑  Sammlung Online | Berlinische Galerie | Ihr Museum für moderne und zeitgenössische Kunst in Berlin
13. ↑  Sammlung Online | Berlinische Galerie | Ihr Museum für moderne und zeitgenössische Kunst in Berlin
14. ↑  Sammlung Online | Berlinische Galerie | Ihr Museum für moderne und zeitgenössische Kunst in Berlin
15. ↑  https://nat.museum-digital.de/object/831971
16. ↑  Wollheim, Gert.H., Düsseldorf. In: Grosse Berliner Kunstausstellung 1922. 1922, S. 56 (Universitätsbibliothek Heidelberg [abgerufen am 3. Februar 2025]).

| Personendaten    | Personendaten                       |
| ---------------- | ----------------------------------- |
| NAME             | Wollheim, Gert Heinrich             |
| KURZBESCHREIBUNG | deutscher Maler des Expressionismus |
| GEBURTSDATUM     | 11. September 1894                  |
| GEBURTSORT       | Loschwitz bei Dresden               |
| STERBEDATUM      | 22. April 1974                      |
| STERBEORT        | New York                            |